# Павел Цеснак
Павел Цеснак (Кулпин, 10. новембар 1906 – Кулпин, 23. децембар 1959) био је директор гимназије у Бачком Петровцу и Основне школе у Кулпину свестрани јавни радник и носилац многих јавних функција.

## Биографија
Павел Цеснак се родио 10. новембра 1906. у Кулпину, где је завршио основну школу. На гимназији у Бачком Петровцу је матурирао са другом генерацијом матураната потпуне гимназије 1928, и те исте године је положио диференцијалне испите из педагошких предмета у Новом Саду. Именован је за учитеља у Кулпину 7. децембра 1928. године где је деловао до 1930. године када је био позван у војничку службу после које је радио на месту учитеља у Пивници од куда је поново премештен у Кулпин. За време окупације је био прогањан, једини је словачки учитељ којем окупатор није веровао и којег је отпустио из службе. Отишао је у Словачку где је радио као службеник. Разочарао се у домовини својих предака и после ослобођење се вратио у Кулпин где је поново изабран за учитеља у Кулпину и активно се укључује у све реформе у друштвено-политичком животу. Директор ове школе је постао 7. фебруара 1947. године. Радио је као члан агитпропа КПЈ а од 18. новембра исте године је именован за срезког школског инструктора а после као инструктор повереништва за просвету Главног одбора АПВ и на том је месту деловао до 8. априла 1949. када је поново радио као учитељ у Кулпину.
За директора гимназије у Бачком Петровцу је именован на основу решења Главног извршног одбора Народне скупштине Аутономне покрајине Војводине- ГИОНСАПВ од 26. августа 1949. године. Једнаки тренд развоја који је био за време директорског мандата Андреја Сирацког наставио се и за време мандата Павела Цеснака, најме у духу послератне обнове земље. Ђаци гимназије су учествовали на радним акцијама. 1951. три пута ударничка са Орденом рада II степена именована је бригада Јура Јаношика на прузи Добој – Бања Лука и исл. Ђаци су били носиоци разних манифестација слично као и професори од којих су многи радили и на својој доквалификацији. Павел Цеснак је на гимназији развијао свестрану педагошку активност а у културном животу је радио на организовању позоришних активности међу словачком мањином у Војводини а својим стручним знањима је помагао при издавању многих ђачких уџбеника. Осим тога у часописима и дневним листовима објављивао је текстове у вези са питањима школства.
На основу решења ГИОНСАПВ од 21. августа 1951. године на властити захтев је био ослобођен дужности у Бачком Петровцу и поново је постао директор основне школе у Кулпину где је радио до своје смрти 23. децембра 1959. године и сахрањен је на гробљу у Кулпину.
Био је носилац многих јавних функција и интересовао се за многе јавне проблеме у друштву. За своје заслуге у раду је одликован Медаљом рада од стране председника Тита